# Fort de Bron

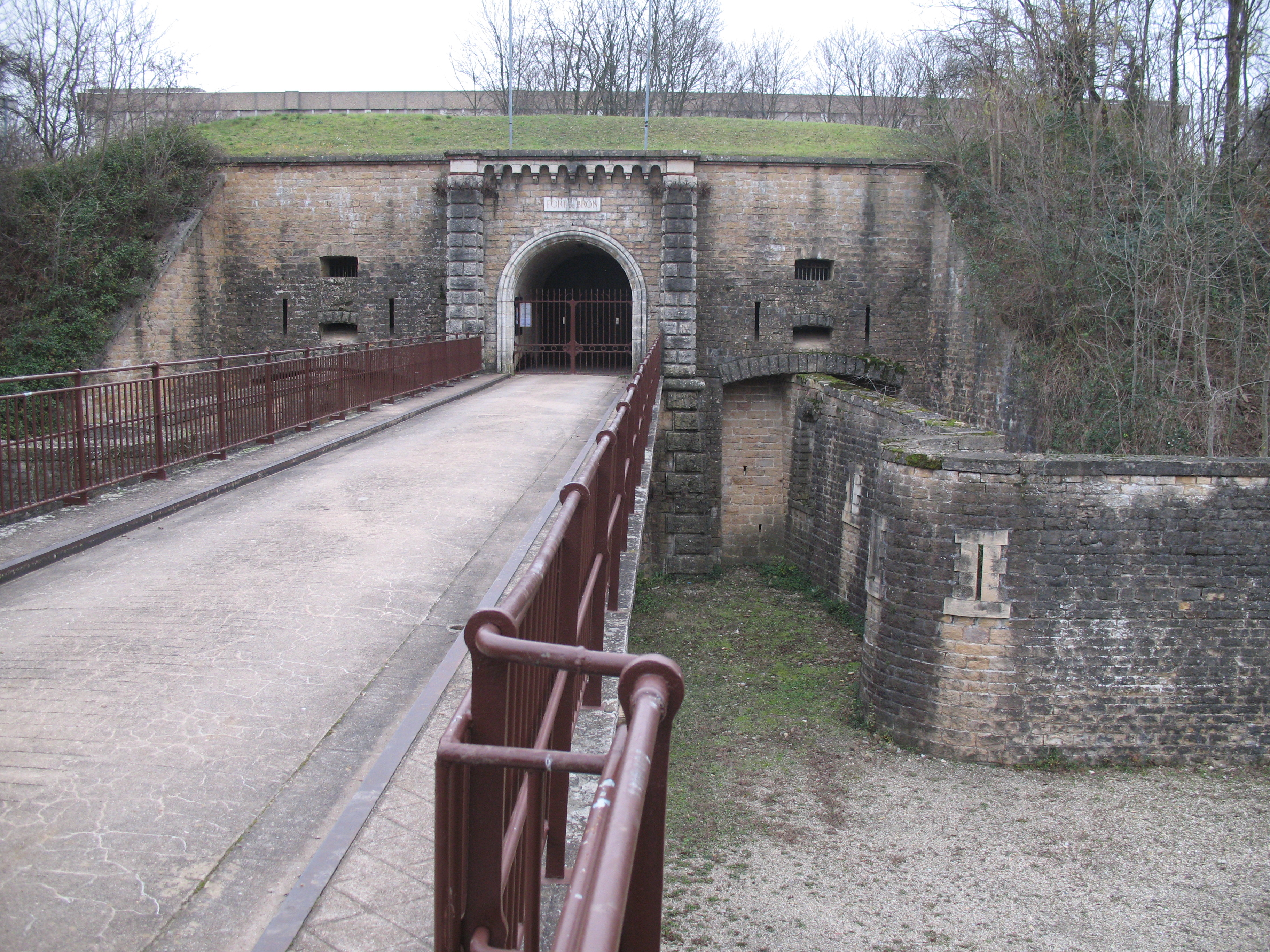
Forteingang

Das Fort de Bron war ein detachiertes Fort, das in den Jahren zwischen 1872 und 1876 erbaut wurde. Es liegt auf dem Gebiet der Stadt Bron und gehörte zum Festungsgürtel von Lyon und zum System der Barrière de fer.

## Geschichte
Die Geschichte des Forts beginnt nach dem Deutsch-Französischen Krieg. Als Ergebnis des Vertrages von Frankfurt, der den Krieg beendete, musste Frankreich das Elsass und Lothringen an Deutschland abtreten, was eine Grenzverschiebung zur Folge hatte.
Um die Verteidigung von Lyon zu verbessern, wurde im Osten ein Halbkreis von Forts angelegt, bestehend aus:
- Fort de Bron
  - Batterie Lessivas
  - Batterie Parilly
- Fort de Vancia
- Fort de Feyzin
- Fort du Mont Verdun

Diese Forts waren mit, für die Epoche, imponierender Artillerie ausgestattet, sowie mit allem notwendigem an Material, Personal und Munition.
Nach der Reorganisation der Französischen Verteidigung 1874 wurde der das Fort de Bron in die Barrière de fer einbezogen. Für die Zeit nach 1885 war der Einbau von zwei Casemates Mougin mit je einem Geschütz Canon de 155 mm L modèle 1877 vorgesehen, was aber nicht verwirklicht wurde.
Von 1875 bis 1885 wurden auf dem Gebiet der Gemeinde nacheinander gebaut:
- Das Fort de Bron auf einer  Hochfläche mit Blick über das Rhonetal bis Saint-Priest;
- Die Annexbatterien von  Lessivas und Parilly;
- Eine Wallanlage mit vier Bastionen an der Straße nach Grenoble.

Davon ist lediglich das Fort de Bron erhalten geblieben.
Durch die rasante Weiterentwicklung der Artillerie wurden die Forts um Lyon alsbald unbrauchbar, die Mauern würden den modernen Granaten nicht mehr standhalten, weswegen sie zur Verteidigung von Lyon nicht mehr eingesetzt werden konnten. Nachdem die Region vom Ersten Weltkrieg nicht betroffen worden war, wurde das Fort nur noch als Kaserne und Depot genutzt.
Im Zweiten Weltkrieg richteten die Deutschen hier ein Gefängnis ein.
Das Fort war noch bis 1975 militärisches Gebiet, dann gab die französische Luftwaffe (das Fort gehörte zur Liegenschaft des Luftwaffenstützpunktes am Flughafen Lyon-Bron) das Gelände auf.

## Heutiger Zustand
Die Stadt Lyon kaufte dann das Gelände, um darauf ein Wasserreservoir anzulegen. Die Streitkräfte behielten lediglich ein mehrere Hektar großes Gebiet vor der Spitze des Forts, da man hier die „École du service de santé des armées de Lyon-Bron“ (Sanitätsdienstschule der Armee in Lyon-Bron) errichtet hatte.
Aktuell wird das Fort seit zwei Jahren für Theateraufführungen genutzt. („Biennale du Fort de Bron“) Während zweier Monate tritt eine Theatertruppe auf, die in der Saison 2009 für L'Odyssée von Homer 17.000 Zuschauer verzeichnen konnte.
Das Fort wird von einer Organisation verwaltet, die seit mehr als 20 Jahren an jedem ersten Sonntag im Monat Führungen veranstaltet. Sie beteiligt sich auch an den Tagen des Kulturerbes und veranstaltet eine große handwerkliche Ausstellung Anfang Oktober. Ein Museum wurde ebenfalls eingerichtet.